# Maxeda
Maxeda (Maxeda DIY group), anciennement Vendex KBB, est une entreprise néerlandaise de commerce de détail basée à Amsterdam. En 2014, Maxeda est active aux Pays-Bas (avec les enseignes Formido, Praxis et Plan-It by Praxis) et en Belgique (avec les enseignes Brico et Brico Plan-It).

## Histoire
L'entreprise Maxeda est créée en 1999 par la fusion entre les groupes Koninklijke Bijenkorf Beheer (KBB) et Vendex et s'appelait jusqu'en 2006 Vendex KBB.

## Activités

### Actuellement

#### Bricolage
- Praxis (Pays-Bas) — créé en 1978
- Formido (Pays-Bas) — créé en 1976
- Brico (Belgique) — créé en 1973
- Plan-It (Belgique, Pays-Bas)

### Anciennes enseignes

#### Grands magasins
- De Bijenkorf (Pays-Bas) — vendu en 2011 au groupe britannique Selfridges (Willington Investments)
- HEMA (Allemagne, Belgique, Luxembourg, Pays-Bas) — vendu en 2007 au groupe Lion Capital LLP
- Vroom & Dreesmann (Pays-Bas) — vendu en septembre 2010 à Sun European Partners (filiale européenne de Sun Capital Partners)
- Sarma (Belgique) — disparu en 2004

#### Habillement
- Claudia Sträter (Allemagne, Belgique, Luxembourg, Pays-Bas) — vendu en avril 2009 a 2Deal Ventures
- Hunkemöller (Pays-Bas, Belgique, Luxembourg, Allemagne, France, Danemark, Curaçao, Arabie saoudite, Bahreïn, Qatar, Émirats arabes unis, Koweït) — vendu le 31 janvier 2011 au groupe français PAI Partners
- MS Mode (Allemagne, Belgique, Espagne, France, Luxembourg, Pays-Bas) — vendu le 31 janvier 2011 a Excellent Retail Brands
- Scapino (nl) (Belgique, Pays-Bas) — vendu en 2002 au groupe Retail Network (nl)
- Perry Sport (nl) (Pays-Bas) — vendu en 2002 au groupe Retail Network (nl)

#### Bijouterie
- Lucardi (nl) — vendu en 2002 au groupe Retail Network (nl)
- Schaap & Citroen (nl) — vendu en décembre 2009 a Leon Martens Juweliers

#### Électroménager
- Dixons (nl) — vendu en 2006 à Dexcom
- Kijkshop (nl) (Pays-Bas) — vendu en 2002 au groupe Retail Network (nl)

#### Restauration
- La Place (Allemagne, Belgique, Pays-Bas) — vendu en septembre 2010 à Sun European Partners (filiale européenne de Sun Capital Partners)